# Salvador Palafox
Salvador Palafox (* 1888 in Autlán de la Grana, Jalisco) war ein mexikanischer Fußballspieler auf der Position eines Stürmers.

## Leben
Palafox spielte in den frühen Jahren dessen Bestehens für den 1906 gegründeten Club Deportivo Guadalajara. In der Saison 1910/11 wurde Palafox Torschützenkönig der in dieser Spielzeit zum dritten Mal ausgetragenen Liga de Occidente und 1916 gehörte er zu den Spielern, die den allerersten Clásico Tapatío gegen den späteren Erzrivalen Atlas bestritten.